# Exomalopsis auropilosa
Exomalopsis auropilosa är en biart som beskrevs av Maximilian Spinola 1853. Exomalopsis auropilosa ingår i släktet Exomalopsis och familjen långtungebin. Inga underarter finns listade i Catalogue of Life.